# Parafia św. Jana Chrzciciela w Łapach
Parafia rzymskokatolicka pw. Świętego Jana Chrzciciela w Łapach – parafia rzymskokatolicka należąca do dekanatu Łapy, diecezji łomżyńskiej, metropolii białostockiej.

## Historia
Została erygowana 1 listopada 1986 przez biskupa łomżyńskiego Juliusza Paetza. Parafia powstała z terytorium parafii św. Ap. Piotra i Pawła w Łapach i parafii Płonka Kościelna.
Po uzyskaniu zezwolenia na budowę kościoła w 1983 roku mieszkańcy dzielnicy Łapy Osse wybudowali tymczasową drewnianą kaplicę. Kościół murowany pw. św. Jana Chrzciciela wybudowany w latach 1983–1985 staraniem ks. prob. Mieczysława Pupka; pobłogosławiony 5 września 1987 przez biskupa pomocniczego Tadeusza Zawistowskiego. 
Proboszczem parafii jest ks. mgr lic. Robert Ugniewski. 

## Zasięg parafii
W granicach parafii znajdują się miejscowości:
- Gąsówka-Osse,
- Kołpaki,
- Łapy-Łynki.

oraz ulice Łap:

- Adama Asnyka,
- Jana Kasprowicza,
- Jana Kochanowskiego,
- Kościelna,
- Leona Kruczkowskiego,
- Kolejowa,
- Leśna,
- Letnia,
- Zofii Nałkowskiej,
- Cypriana Norwida,
- Sokołowska,
- Sosnowa,
- Surażska,
- Warszawska,
- Stefana Żeromskiego